# 12162 Білдердійк
12162 Білдердійк (12162 Bilderdijk) — астероїд головного поясу.
Тіссеранів параметр щодо Юпітера — 3,336.